# Chopok
Chopok (2.024 m) è la seconda cima in ordine di altezza dei Bassi Tatra (nei Carpazi), catena montuosa della Slovacchia centrale. Il monte è raggiungibile facilmente con una seggiovia e sulla cima è presente uno chalet, chiamato Kamenná chata.
La cima offre una vista panoramica degli Alti Tatra, di Liptov e della valle del fiume Hron. Le pareti nord e sud sono tra le più gettonate mete sciistiche della Slovacchia, con le stazioni sciistiche di Jasná a nord e Srdiečko e Tále a sud.